# Zachary Garred
Zachary Garred là diễn viên người Úc, nổi tiếng với vai nam chính Brett Miller trong series truyền hình Cánh cửa bí mật cùng với Lynn Styles.
Hiện tại Zac đang làm việc ở Spears Point, New South Wales, Úc.

## Sự nghiệp phim ảnh
| Năm  | Tên phim         | Nhân vật           | Ghi chú         |
| ---- | ---------------- | ------------------ | --------------- |
| 2014 | General Hospital | Peter Harrell, Jr. |                 |
| 2008 | Newcastle        | Kurt               |                 |
| 2008 | All Saints       | Aiden Bradbury     | 1 tập           |
| 2008 | Scorched         | Jade Hall          |                 |
| 2008 | Out of the Blue  | Craig              |                 |
| 2006 | Two Twisted      | Daniel             | 1 tập           |
|      | Blue Water High  | Luke               |                 |
| 2005 | Home And Away    | Bert Biddle        | 5 tập           |
| 2004 | Foreign Exchange | Brett Miller       | Diễn viên chính |